# Tour de France 1986
| 73. Tour de France 1986 |                       |                           |
| Streckenlänge           | 23 Etappen, 4093,4 km | 23 Etappen, 4093,4 km     |
| Toursieger              | Greg LeMond           | 110:35:19 h (37,015 km/h) |
| Zweiter                 | Bernard Hinault       | + 3:10 min                |
| Dritter                 | Urs Zimmermann        | + 10:54 min               |
| Vierter                 | Andrew Hampsten       | + 18:44 min               |
| Fünfter                 | Claude Criquielion    | + 24:36 min               |
| Sechster                | Ronan Pensec          | + 25:59 min               |
| Siebenter               | Niki Rüttimann        | + 30:52 min               |
| Achter                  | Álvaro Pino           | + 33:00 min               |
| Neunter                 | Steven Rooks          | + 33:22 min               |
| Zehnter                 | Yvon Madiot           | + 33:27 min               |
| Grünes Trikot           | Eric Vanderaerden     | 277 P.                    |
| Zweiter                 | Jozef Lieckens        | 232 P.                    |
| Dritter                 | Bernard Hinault       | 210 P.                    |
| Gepunktetes Trikot      | Bernard Hinault       | 351 P.                    |
| Zweiter                 | Luis Herrera          | 270 P.                    |
| Dritter                 | Greg Lemond           | 265 P.                    |
| Weißes Trikot           | Andrew Hampsten       | 110:54:03 h               |
| Zweiter                 | Ronan Pensec          | + 7:15 min                |
| Dritter                 | Jean-François Bernard | + 17:01 min               |
| Teamwertung             | La Vie Claire         | La Vie Claire             |

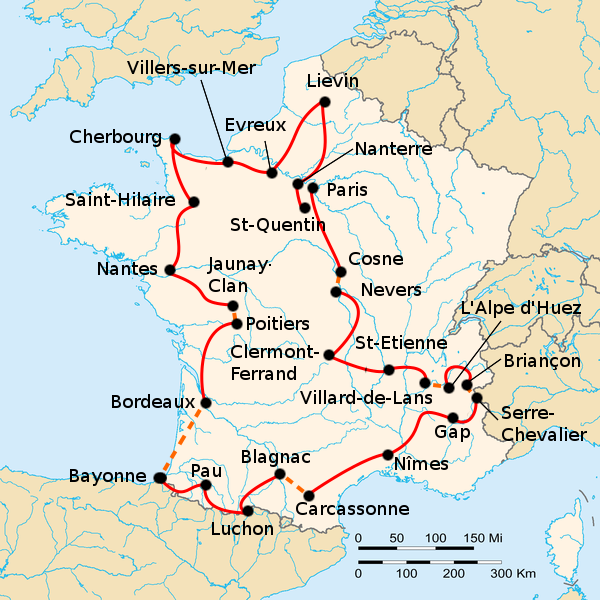
Streckenkarte der Tour de France 1986

Die 73. Tour de France fand vom 4. Juli bis 27. Juli 1986 statt und führte über 23 Etappen bzw. insgesamt 4094 km. Mit Greg LeMond feierte erstmals ein US-Amerikaner und überhaupt ein Nicht-Europäer einen Toursieg, nachdem er bei der Tour 1984 schon Dritter, 1985 Zweiter geworden war. Es nahm eine Rekordzahl von 210 Rennfahrern an der Rundfahrt teil, von denen 132 klassifiziert wurden.

## Rennverlauf
Die besondere Spannung des Rennens lag in dem internen Duell der Mannschaftskollegen Bernard Hinault und Greg LeMond von dem französischen Team La Vie Claire: Hinault hatte die vorhergehende Tour de France 1985 vor allem dank einer Teamorder knapp vor LeMond für sich entschieden und dem Amerikaner zum Dank seine Unterstützung für 1986 versprochen. Trotzdem griff Hinault auf der ersten Bergetappe in den Pyrenäen an und übernahm das Gelbe Trikot. LeMond revanchierte sich tags darauf mit einem Etappensieg und konnte sich in den Alpen endgültig an die Spitze setzen. Legendär wurde die 18. Etappe nach L’Alpe d’Huez, bei der die beiden Fahrer die gesamte Konkurrenz abhängten und Hand in Hand über die Ziellinie fuhren.
Das auf einzigartige Weise dominierende Team La Vie Claire erreichte mit LeMond und Hinault Platz eins und zwei, zudem wurden die Kollegen Andrew Hampsten und Niki Rüttimann Vierter und Siebter der Gesamtwertung. Eine ähnlich herausragende Teamleistung erreichte erst wieder das Team Telekom bei der Tour de France 1996.

## Die Etappen
| Etappen    | Tag      | Start – Ziel                          | km         | Etappensieger         | Gelbes Trikot        |
| ---------- | -------- | ------------------------------------- | ---------- | --------------------- | -------------------- |
| Prolog     | 4. Juli  | Boulogne-Billancourt                  | 4,6 (EZF)  | Thierry Marie         | Thierry Marie        |
| 1. Etappe  | 5. Juli  | Nanterre – Sceaux                     | 85         | Pol Verschuere        | Alex Stieda          |
| 2. Etappe  | 5. Juli  | Meudon – Saint-Quentin-en-Yvelines    | 56 (MZF)   | Système U             | Thierry Marie        |
| 3. Etappe  | 6. Juli  | Levallois-Perret – Liévin             | 214        | Davis Phinney         | Thierry Marie        |
| 4. Etappe  | 7. Juli  | Liévin – Évreux                       | 243        | Pello Ruiz Cabestany  | Dominique Gaigne     |
| 5. Etappe  | 8. Juli  | Évreux – Villers-sur-Mer              | 124,5      | Johan van der Velde   | Johan Van der Velde  |
| 6. Etappe  | 9. Juli  | Villers-sur-Mer – Cherbourg           | 200        | Guido Bontempi        | Johan Van der Velde  |
| 7. Etappe  | 10. Juli | Cherbourg – Saint-Hilaire-du-Harcouët | 201        | Ludo Peeters          | Jorgen-Vagn Pedersen |
| 8. Etappe  | 11. Juli | Saint-Hilaire-du-Harcouët – Nantes    | 204        | Eddy Planckaert       | Jorgen-Vagn Pedersen |
| 9. Etappe  | 12. Juli | Nantes – Nantes                       | 61,5 (EZF) | Bernard Hinault       | Jorgen-Vagn Pedersen |
| 10. Etappe | 13. Juli | Nantes – Futuroscope                  | 183        | Angel-José Sarrapio   | Jorgen-Vagn Pedersen |
| 11. Etappe | 14. Juli | Poitiers – Bordeaux                   | 258,3      | Rudy Dhaenens         | Jorgen-Vagn Pedersen |
| 12. Etappe | 15. Juli | Bayonne – Pau                         | 217,5      | Pedro Delgado         | Bernard Hinault      |
| 13. Etappe | 16. Juli | Pau – Superbagnères                   | 186        | Greg Lemond           | Bernard Hinault      |
| 14. Etappe | 17. Juli | Luchon – Blagnac                      | 154        | Niki Rüttimann        | Bernard Hinault      |
| Ruhetag    |          |                                       |            |                       |                      |
| 15. Etappe | 19. Juli | Carcassonne – Nîmes                   | 225,5      | Frank Hoste           | Bernard Hinault      |
| 16. Etappe | 20. Juli | Nîmes – Gap                           | 246,5      | Jean-François Bernard | Bernard Hinault      |
| 17. Etappe | 21. Juli | Gap – Serre Chevalier                 | 190        | Eduardo Chozas        | Greg Lemond          |
| 18. Etappe | 22. Juli | Briançon – L’Alpe d’Huez              | 162,5      | Bernard Hinault       | Greg Lemond          |
| 19. Etappe | 23. Juli | Villard-de-Lans – Saint-Étienne       | 179,5      | Julián Gorospe        | Greg Lemond          |
| 20. Etappe | 24. Juli | Saint-Étienne – Saint-Étienne         | 58 (EZF)   | Bernard Hinault       | Greg Lemond          |
| 21. Etappe | 25. Juli | Saint-Étienne – Puy de Dôme           | 190        | Erich Mächler         | Greg Lemond          |
| 22. Etappe | 26. Juli | Clermont-Ferrand – Nevers             | 194        | Guido Bontempi        | Greg Lemond          |
| 23. Etappe | 27. Juli | Cosne-Cours-sur-Loire – Paris         | 255        | Guido Bontempi        | Greg Lemond          |